# Phlomis purpurea
Espèce
Synonymes
- Phlomis ferruginea Mill.[1]
- Phlomis purpurea subsp. almeriensis (Pau) Losa & Rivas Goday ex Rivas Mart.[1]
- Phlomis salviifolia Jacq.[1]

Phlomis purpurea est une espèce de plantes à fleurs, de la famille des Lamiacées. C'est une plante vivace ornementale.

## Liste des variétés et sous-espèces
Selon Tropicos (28 août 2023) (Attention liste brute contenant possiblement des synonymes) :
- Phlomis purpurea subsp. almeriensis Losa & Rivas Godoy ex S. Rivas Martinez
- Phlomis purpurea subsp. caballeroi (Pau) Rivas Mart.
- Phlomis purpurea subsp. purpurea
- Phlomis purpurea var. almeriensis Pau